# Judy at Carnegie Hall
Albums de Judy Garland
That's Entertainment!
(1960) Judy Garland Live!
(1962)
Judy at Carnegie Hall est un double album live de l'artiste américaine Judy Garland sorti le 10 juillet 1961.
Il a été enregistré lors du concert donné par Judy Garland le 23 avril 1961 au Carnegie Hall à New York, accompagnée par un orchestre dirigé par Mort Lindsey.

## Succès critique et commercial
Judy Garland interprète ce soir là des chansons du grand répertoire américain dont ses propres titres phares comme Over the Rainbow, The Trolley Song et The Man That Got Away. Les critiques sont unanimes pour parler d'une prestation exceptionnelle, et l'album est considéré comme l'un des meilleurs jamais enregistrés lors d'un concert,,,.
Dans la biographie Judy Garland, splendeurs et chute d'une légende, Bertrand Tessier écrit : « Judy Garland a déjà donné d’excellents concerts ; celui-là est juste parfait. Seize mois après une hospitalisation où on l’a donnée pour morte, elle signe une de ces résurrections qui engendrent le mythe, encore amplifié du fait que le show a été enregistré. »
L'album connaît un grand succès aux États-Unis, se classant numéro 1 du Billboard 200 pendant 13 semaines, avec un total de 73 semaines de présence dans le hit-parade,. Il est certifié disque d'or par la Recording Industry Association of America le 27 juin 1962 ce qui équivaut alors à des ventes ayant atteint le million de dollars,.
Au Royaume-Uni, Judy at Carnegie Hall se classe 13e dans le hit-parade national en mars 1962.

## Distinctions
Judy at Carnegie Hall remporte quatre Grammy Awards en 1962 : Album de l'année (dont Judy Garland est la première lauréate féminine,), meilleure chanteuse, meilleure conception technique et meilleure pochette. De plus, un prix spécial est décerné à la production.
L'album reçoit un Grammy Hall of Fame Award en 1998.
En 2003, il est choisi par la bibliothèque du Congrès à Washington pour figurer au registre national des enregistrements (National Recording Registry),.

## Hommage
Le chanteur canado-américain Rufus Wainwright reprend intégralement le concert de Judy Garland les 14 et 15 juin 2006 au Carnegie Hall, donnant lieu à un album live intitulé Rufus Does Judy at Carnegie Hall sorti en décembre 2007,.

## Liste des titres

### Disque 1
| 1. | Overture: a) The Trolley Song b) Over the Rainbow c) The Man That Got Away | a) Ralph Blane, Hugh Martin b) Harold Arlen, Yip Harburg c) Arlen, Ira Gershwin | 4:25 |
| 2. | When You're Smiling (The Whole World Smiles With You)                      | - Mark Fisher - Joe Goodwin - Larry Shay                                        | 3:05 |
| 3. | Medley: a) Almost Like Being in Love b) This Can't Be Love                 | a) Alan Jay Lerner, Frederick Loewe b) Richard Rodgers, Lorenz Hart             | 3:30 |
| 4. | Do It Again                                                                | - George Gershwin - Buddy DeSylva                                               | 4:40 |
| 5. | You Go to My Head                                                          | - John Frederick Coots - Haven Gillespie                                        | 2:30 |
| 6. | Alone Together                                                             | - Howard Dietz - Arthur Schwartz                                                | 3:10 |

| 1. | Who Cares (As Long as You Care for Me) | - G. Gershwin - I. Gershwin                   | 1:20 |
| 2. | Puttin' On the Ritz                    | Irving Berlin                                 | 1:55 |
| 3. | How Long Has This Been Going On?       | - G. Gershwin - I. Gershwin                   | 4:00 |
| 4. | Just You, Just Me                      | - Jesse Greer - Raymond Klages                | 1:15 |
| 5. | The Man That Got Away                  | - Arlen - I. Gershwin                         | 4:35 |
| 6. | San Francisco                          | - Walter Jurmann - Gus Kahn - Bronisław Kaper | 3:35 |
| 7. | I Can't Give You Anything But Love     | - Dorothy Fields - Jimmy McHugh               | 6:10 |
| 8. | That's Entertainment!                  | - Dietz - Schwartz                            | 2:15 |

### Disque 2
| 1. | Come Rain or Come Shine            | - Arlen - Johnny Mercer     | 3:35 |
| 2. | You're Nearer                      | - Rodgers - Hart            | 2:15 |
| 3. | A Foggy Day                        | - G. Gershwin - I. Gershwin | 2:40 |
| 4. | If Love Were All                   | Noël Coward                 | 2:10 |
| 5. | Zing! Went the Strings of My Heart | James F. Hanley             | 3:15 |
| 6. | Stormy Weather                     | - Arlen - Ted Koehler       | 5:52 |

| 1. | Medley: a) You Made Me Love You b) For Me and My Gal c) The Trolley Song | a) Joseph McCarthy, James V. Monaco, Roger Edens b) George W. Meyer, Edgar Leslie, E. Ray Goetz c) Martin, Blane | 3:25 |
| 2. | Rock-a-Bye Your Baby with a Dixie Melody                                 | - Sam M. Lewis - Jean Schwartz - Joe Young                                                                       | 3:00 |
| 3. | Over the Rainbow                                                         | - Arlen - Harburg                                                                                                | 4:00 |
| 4. | Swanee                                                                   | - Irving Caesar - G. Gershwin                                                                                    | 2:00 |
| 5. | After You've Gone                                                        | - Henry Creamer - Turner Layton                                                                                  | 2:50 |
| 6. | Chicago                                                                  | Fred Fisher | 2:25 |

- Note : L'album est pour la première fois sorti en CD en 1987 dans une édition abrégée de 22 titres. La version intégrale est rétablie en 1989 dans une édition double CD avec des titres plus longs où l'on entend Judy Garland parler au public entre les chansons, les préparations de l'orchestre ou les ovations du public plus longues[7].